# Storia della semiografia musicale
La Storia della semiografia musicale è la storia della scrittura della musica, cioè la storia dell’evoluzione dei segni che i compositori hanno usato per scrivere le proprie opere musicali.
Le prime attestazioni di notazione musicale risalgono alle civiltà antiche. Si trattava di notazioni primitive, basate sull’uso dei caratteri alfabetici. Durante il Medioevo iniziava a prendere forma la notazione moderna, per poi cristallizzarsi verso il XVII secolo. A partire dal XX secolo si è registrata la tendenza a usare grafie innovative.

## Il rapporto di significazione del segno musicale
Per Storia della semiografia musicale si intende anche la storia dei diversi significati attribuiti a medesimi segni notazionali. In termini di semiotica, spesso i compositori hanno attribuito diversi significati a uno stesso significante musicale (per omonimia o per polisemia) oppure diversi significanti legati a uno stesso significato (per omologia). Ciò che cambia allora è il rapporto di significazione. La tensione verso una precisione segnica sempre maggiore ha portato spesso a perdere un referente reale nei rapporti di significazione. In altre parole, la notazione iperdeterminata del Novecento spesso perdeva il contatto con il dato sonoro concreto: la musica scritta perdeva la facoltà di essere eseguita. Non potendo mai essere totalmente eloquente, la scrittura della musica ha spesso assolto una funzione meramente ipomnematica, cioè di aiuto alla memoria. Infatti: 
(Igor Stravinskij, Poetica della musica)

## La tradizione musicale scritta nella Grecia classica
Il termine ‘musica’ deriva da ἡ μουσικὴ τέχνη, cioè ‘arte delle Muse’. Infatti, il mito delle Muse è alla base della concezione classica della musica. Come le Muse erano figlie di Mnemosyne, così la musica dipendeva imprescindibilmente dalla facoltà umana della memoria. Infatti, i greci, come tutti i popoli dell’antichità fino al Medioevo, suonavano soltanto a memoria. La mitologia conferma questo aspetto della cultura greca: la punizione che le Muse inflissero al cantore Tamiri per averle sfidate consistette nel fargli perdere la memoria della sua arte; così Tamiri non riuscì più a suonare una nota.

### Notazione alfabetica
La concezione di pensiero che era sottesa alla base del mito delle Muse era dovuta alla mancanza di una notazione consolidata che potesse conservare la musica nel tempo o essere usata per suonare. Ciò veniva confermato dalla massima di Sant’Isidoro «Nisi enim ab homine memoria teneantur, soni pereunt, quia scribi non possunt».
Esisteva però un tipo di grafia che veniva usato dalle compagnie teatrali e nei trattati dell’antica Grecia — non per la conservazione del testo musicale o per l’esecuzione concreta, ma per scopi teorici. Si trattava di una delle prime notazioni alfabetiche. Per la precisione erano due notazioni diverse, ma complementari: una che si serviva di un alfabeto arcaico, l’altra dell’alfabeto ionico. La prima era destinata alla scrittura della musica strumentale, mentre la seconda — forse più usata — era per la musica vocale. A ogni carattere corrispondeva un’altezza e per aumentare il numero dei caratteri (e poter quindi segnare più altezze) venivano utilizzate le stesse lettere capovolgendole o disponendole in orizzontale. Da ciò si può desumere che un sistema di codifica musicale esisteva. Dopo tutto, esistevano già molte biblioteche per la trasmissione dei testi: così infatti avvenne per le composizioni letterarie. Eppure, accanto ai papiri dei testi delle tragedie non compariva mai — o quasi — il corredo musicale. Della musica greca sono pervenuti pochi stralci, della musica romana nemmeno una nota.
La spiegazione di questo arcano fenomeno la riscontriamo nella concezione che il mondo antico aveva dell’Ars Musica: a partire da Pitagora, per seguire poi con Platone e Aristotele, la musica era considerata la scienza acustica, disciplina con pieno diritto di cittadinanza nell’ambito dello studio teoretico generale. La musica pratica non era invece degna di essere tramandata nel tempo. Ecco perché si hanno approfondite conoscenze sulla teoria musicale dei greci, ma non si può dire quasi nulla sulle loro composizioni concrete.
Perciò i segni di scrittura musicale esistevano in età classica, con tanto di notazione della diastemazia (cioè dell’altezza dei suoni), ma non ne veniva pienamente sfruttato il potenziale semiotico, lasciandone l’uso solo ai servi che dovevano occuparsi della realizzazione concreta degli eventi musicali. E i servi sfruttavano la notazione solo per aiutarsi a ricordare una musica che però già conoscevano e non la usavano per l’esecuzione. Del resto, forse a ogni nuova messinscena la musica poteva anche essere variata, secondo le necessità, contrariamente alla relativa fedeltà del testo letterario. Lo stesso Aristotele, nella sua Poetica, asseriva l’assoluta priorità del testo e della fabula sul corredo musicale e scenico. Tanto da affermare che la tragedia non perde la sua efficacia anche se letta soltanto, senza nessuna rappresentazione.
La notazione alfabetica assunse i caratteri latini solo in epoca medievale; questo tipo di rappresentazione delle altezze musicali è rimasto in uso, in parte, fino all’epoca contemporanea, come per esempio nella notazione di Helmholtz. Non è più stato però il codice di scrittura principale, ma un sistema alternativo e conciso per indicare le altezze all’interno di trattazioni teoriche. La notazione musicale moderna, usata invece per composizioni musicali che si vogliono tramandare ai posteri e prima ancora per la composizione e l’esecuzione della musica stessa, deriva dallo sviluppo di un altro tipo di scrittura che nasce nel Medioevo, da una notazione fatta di neumi che venivano posizionati tra linee e spazi.

## La fedeltà al testo nella musica liturgica dell’Alto Medioevo
La cultura latina non era molto propensa ad attribuire un valore etico alla musica. I Romani si limitarono infatti a ereditare la teoria musicale sviluppata dai greci. Del resto, non è possibile esprimersi troppo in merito a causa della totale assenza di fonti musicali e della lacunosità degli scritti teorici (come il De musica di Varrone, il primo trattato latino in materia, che non è pervenuto). Furono infatti i primi teorici medievali a tramandare la tradizione ellenica, anche nella notazione alfabetica. La monodia liturgica cristiana è stata però fissata per iscritto, giungendo immutata fino al contemporaneo.
La notazione della musica aveva infatti avvertito il profondo mutamento culturale che condusse una civiltà basata sull’insegnamento filosofico orale e dialogico — quella greca — a una civiltà basata sull’interpretazione dei testi e volta alla conservazione del passato — quella medievale e poi moderna. In questa prospettiva la notazione alfabetica si era rivelata insufficiente, così nella musica liturgica prese vita una nuova notazione basata forse su cenni chironomici, forse sulla punteggiatura, ma più probabilmente sull’intonazione declamatoria: la notazione neumatica.

### Problemi di diastemazia: la notazione neumatica adiastematica, o in campo aperto
Il neuma (dal greco νεύω, ‘accenno con la testa’), secondo alcuni, già contiene dentro di sé ogni valenza che nella futura nota (dal latino notare, ‘scrivere’) si sarebbe fatta esteriore. Si consideri questo assunto sia per il parametro della durata che per quello dell’altezza, elementi primi di ogni notazione. La durata del neuma è in rapporto con il χρόνος πρῶτος (‘tempo primo’, ovvero la durata di una sillaba o di una mora), mentre la durata della nota è metricamente misurata. Similmente, nel neuma la diastemazia (διάστημα = ‘intervallo’) è implicita e relativa, perché, come l’accento melodico (non intensivo) delle lingue classiche, il neuma indica l’elevazione o l’abbassamento dell’intonazione; la nota rappresenta invece un’altezza assoluta, quindi un tono.
È proprio attraverso questa interpretazione che si deve leggere l’assunto che la relatività segnica del neuma ha in nuce l’assolutezza esteriore della nota (sia quanto al parametro della diastemazia che alla durata). Infatti l’innalzamento o abbassamento dell’intonazione del neuma è il presupposto dell’altezza precisa significata da una nota; così come il ritmo in relazione a una mora intesa come unità quantitativa del neuma è il presupposto dell’esattezza ritmica dei valori delle moderne figure delle note. Ma il neuma poteva significare anche la qualità del suono: la nota è un approfondimento segnico di solo alcuni parametri del neuma (altezza e durata), perciò il neuma contiene già le informazioni della futura nota (anche se a livello relativo invece che assoluto).
Per queste ragioni il neuma è ricondotto dalla maggior parte dei musicologi all’accento, poiché la lingua latina è in fondo un «cantus obscurior» (Cicerone): declamando il latino secondo gli accenti melodici e la lettura metrica sembra germogliare una intervallarità e una ritmicità inscritte nella lingua stessa, con l’inflessione melodica dettata dagli accenti acuti (tonici) — in relazione a quelli gravi e, nei polisillabi, anche a quelli medi, come espresso da Varrone — mentre il ritmo è dettato dall’ictus metrico (questo sì, è un accento intensivo).
Così il neuma, originatosi verso la metà del IX secolo, ha rappresentato il diretto antecedente della notazione moderna e la prima forma di notazione musicale di assoluto rilievo che non usa caratteri alfabetici, anche se la notazione neumatica era sempre vincolata al testo latino da cantare. L’andamento melodico era segnato, ma mancava l’assolutezza dell’indicazione diastematica. Da qui la denominazione di notazione neumatica adiastematica, o in campo aperto, in cui i neumi si facevano spazio, un po’ caoticamente, al di sopra del testo latino.

### Notazione dasiana
La notazione dasiana (o daseiana) è la prima significativa forma di rappresentazione della diastemazia. La sua prima attestazione si trova nel Musica enchiriadis, trattato anonimo di fine IX secolo. È quindi un progresso nell’evoluzione notazionale, ma allo stesso tempo un regresso nell’evoluzione semiografica. Infatti il segno ricorre nuovamente alle lettere, essendo i caratteri usati (detti dasie) dei segni pseudoalfabetici. Si tratta però di una scrittura innovativa non tanto per la forma dei caratteri, quanto per la loro disposizione in una griglia: a ogni linea orizzontale era associata una dasia, quindi il testo veniva disposto sillabato tra le linee corrispondenti all’altezza di ogni sillaba. Questo è un sistema di scrittura induttiva, cioè una notazione che è volta a visualizzare praticamente la posizione delle note nella scala, mentre tutte le altre notazioni diastematiche rappresentano le altezze in modo più astratto, senza interesse nella praticità dell’esecuzione. La notazione dasiana non ebbe mai un uso diffuso e non riuscì a sostituirsi alla notazione neumatica.

### Notazione neumatica diastematica e notazione quadrata
Nel contesto in cui tutti i cantori imparavano a memoria il repertorio musicale liturgico fin dall’infanzia, non si avvertiva la necessità di segnare con precisione l’altezza di ogni neuma. Per questo, nel X secolo presso l’abbazia di San Gallo i monaci maturarono un tipo di notazione neumatica in cui era prioritario indicare la qualità del suono rispetto alla sua altezza. Questa strada non avrebbe però condotto alla notazione moderna, essendo impegnata su altri aspetti al posto dell’altezza. Furono invece i monaci dell’Aquitania ad avviare un altro tipo di notazione neumatica in cui l’altezza iniziava a emanciparsi. Il passaggio dall’adiastemazia alla diastemazia siglò un punto di non ritorno per la tradizione di apprendere la musica oralmente. Così «la civiltà della memoria [andò] trasformandosi in civiltà della lettura».
Questo percorso fu segnato dal monaco benedettino Guido d’Arezzo, che verso l’XI secolo iniziò a sfruttare le linee a secco che tracciavano i copisti nei manoscritti come righe musicali. Guido d’Arezzo ottenne così un metodo con cui poter imparare nuovi canti senza dover ricorrere all’oralità: la solmisazione, una tecnica pratica basata sugli esacordi articolati. Così il rigo musicale, formato da più linee distanziate da piccoli spazi, permise di identificare l’altezza di un neuma attraverso la sua posizione. L’altezza significata dalle linee era garantita da lettere poste a sinistra oppure dal colore delle linee stesse. Si poteva trovare, all’inizio di una riga, una ‘F’, una ‘C’ o una ‘G’, che avrebbero indicato rispettivamente — precorrendo la funzione delle moderne chiavi — il fa, il do o il sol; oppure la linea poteva essere di color giallo zafferano per indicare il do, rosso cinabro per il fa. Il rigo più usato divenne ben presto il tetragramma.
Fu necessario aspettare il XV secolo affinché si imponesse il moderno pentagramma insieme con la notazione quadrata. Stavolta l’evoluzione da notazione neumatica diastematica a notazione quadrata è più veloce che del passaggio da quella alfabetica a quella neumatica in campo aperto. Si tratta infatti di una questione più formale, a livello di significante, che a livello di significato musicale da trasmettere, come sarebbe invece la scelta di notare l’intervallarità. I neumi infatti si spostarono dalla loro naturale posizione sopra il testo, quasi come la punteggiatura, per posizionarsi nel nuovo rigo musicale. Ciò comportò che i neumi, dalla forma chironomica, si inserissero sulle righe o negli spazi del tetragramma, palesando i problemi grafici di segnare delle piccole linee ondulate in una “griglia” nettamente marcata come il tetragramma. Se in fatti la forma chironomica era congeniale per i neumi sangallesi (che infatti erano adiastematici), per quelli aquitani (diastematici grazie a Guido d’Arezzo) la forma doveva adattarsi al nuovo contesto grafico, assumendo quindi forme quadrate e romboidali.
Non sempre la scrittura musicale rispondeva nel Medioevo a una esigenza di tramandare immutabile nel tempo un testo musicale. La musica profana favoriva lo sviluppo di versioni alternative, tutte ugualmente legittime, di una stessa composizione. Nonostante ciò, le monodie trobadoriche furono compilate in notazione quadrata tardivamente di un secolo rispetto alla composizione letteraria. Se infatti l’apogeo della cultura trobadorica è collocabile nel XII secolo, le prime stesure pervenute del corredo musicale delle liriche risalgono al XIII secolo. In questo contesto, mancando la necessità di tramandare una versione originale del testo musicale, la scrittura notazionale assumeva un valore di prestigio sociale, non strettamente musicale, in quanto erano realizzate pergamene miniate non a uso degli trovatori esecutori, ma per le librerie delle classi aristocratiche, come status symbol.

## Dal Basso Medioevo all’Età moderna: la nascita delle figure
La precisa altezza dei suoni del canto gregoriano era ormai stata sottratta dall’oblio perché le prime notazioni neumatiche in campo aperto sono state trascritte in note quadrate sul tetragramma con tanto di chiavi musicali. Dalla notazione guidoniana restava però escluso il ritmo, che doveva essere desunto dal tempo delle sillabe.
Il problema della notazione delle durante sarebbe sorto per via dell’evoluzione della monodia liturgica cristiana verso una testura (texture) sempre più polifonica. La questione fondante era come indicare il ritmo di ogni voce che contrappunta le altre, cioè di ogni voce che dialoga simultaneamente con le altre, nozione che il discorso verbale non può suggerire. Così l’esigenza di annotare la sovrapposizione polifonica portò alla necessità di trovare un espediente grafico che la rappresentasse. Ancora una volta, mentre nella notazione moderna la durata è indicata in modo assoluto tramite figure, cioè valori di durata, nella notazione modale è indicata in modo relativo, perché una nota è più o meno lunga a seconda della sua posizione tra le altre note.

### Notazione modale
Secondo la testimonianza del cosiddetto Anonimo IV e del teorico trecentesco Odington, all’inizio del XIII secolo la Scuola di Nôtre-Dame doveva aver concepito ex novo un modo di indicare le durate: la notazione modale. Il segno elementare di questa notazione non era più il singolo neuma, ma un neuma plurisonico, detto ligatura, che doveva contenere — oltre all’informazione diastematica dei singoli neumi componenti — l’informazione sul ritmo dell’intera ligatura, quindi le durate dei singoli neumi. Questa notazione si basava sui modi ritmici, formati da accenti lunghi e brevi e mutuati dai piedi della metrica classica.
Di fatto questa ipotesi sta perdendo credito a favore della teoria degli stacchi neumatici di Luigi Lera. Le ricerche semiologiche più recenti hanno infatti mostrato che gli amanuensi sollevavano (“staccavano”, appunto) volontariamente lo stilo dal foglio dopo l’ultima nota di una ligatura, separando in questo modo due ligaturae. Questo procedimento grafico finì per conferire un peso maggiore all’ultimo suono (proprio come una successione arsi-tesi), prima dello “stacco” dello stilo. Tale accento ritmico, col tempo, finì per indicare anche una durata maggiore.
Discutibile che un’abitudine di scrivere dei monaci abbia alterato il ritmo dell’ultimo neuma di una ligatura. Ma è invece probabile, suppone Lera, che lo stacco della penna dalla carta fosse dettato proprio dall’avvertire l’ultima nota della ligatura come la tesi della suddivisione ritmica del tempo. Secondo questa interpretazione gli amanuensi, concludendo la ligatura in corrispondenza del suono più lungo, avevano, più o meno consciamente, sperimentato una rappresentazione grafica delle durate, dato che il ritmo diventa deducibile dallo stacco neumatico.
Come i neumi quadrati permettevano la notazione precisa dei melismi, così le ligaturae permettevano la sovrapposizione contrappuntistica delle voci. Fu così che l’espediente grafico della notazione modale permise la scrittura della polifonia, perché senza una precisa indicazione delle durate non è possibile prevedere come le singole voci debbano contrappuntarsi verticalmente nella partitura.

### Notazione mensurale
Anche se la notazione modale facilitò la notazione polifonica, non sempre la rese univoca, dato che la stessa ligatura poteva assumere significati diversi a seconda del contesto in cui si trovava. Nel XIV secolo con la notazione mensurale nacquero le figure e i segni di mensura (equivalenti alle moderne indicazioni metriche). È stato un ulteriore arricchimento della semiografia musicale, che proponeva nuovi stimoli ai compositori medievali e li orientava verso una logica in cui la connessione tra significante e significato è rafforzata. Infatti distinguendo, per note della stessa altezza, una forma diversa che ne indichi la durata, ogni segno grafico si faceva più univoco, in quanto poteva significare un’idea soltanto, cioè una sola altezza e una sola durata. Questo passaggio fu decisivo affinché la notazione della musica fosse in grado di farsi comprendere senza dover ricorrere alla parola o al testo musicato. La notazione mensurale si era poi evoluta giungendo a “svalutare” le figure, cioè usando note più brevi per indicare gli stessi valori delle epoche anteriori.
L’ultimo grado di questa evoluzione fu la notazione mensurale bianca, così chiamata perché verso la metà del XV secolo le note non venivano più realizzate nere, ma bianche, rimanendo tracciato solo il contorno. Questo mutamento grafico portò con sé l’espressione di nuove sfumature di significati, che in seguito si sarebbero perse: disponendo di note nere e note bianche, si poteva giocare sulla simbologia di quei colori, come per esempio nella chanson-mottetto di Josquin Desprez Nymphes des bois / Requiem, in memoria di Ockeghem, dove vengono usate solo note nere per conferire una tonalità funerea anche nella veste grafica della composizione.

#### Intavolatura
Quasi contemporaneamente prendeva avvio un altro tipo di notazione: l’intavolatura. Il suo uso era circoscritto agli strumenti da tasto, al liuto e alla viola. Si trattava di un’altra notazione induttiva, proprio come la notazione dasiana. Non era infatti una scrittura alternativa a quella mensurale, ma una visualizzazione pratica delle tastature per suonare quegli strumenti. Come in tutte le notazioni induttive, l’attenzione era volta all’esecuzione, quindi l’intavolatura semplificava e rendeva più concreta la decodifica dei segni grafici, che non rimandavano direttamente al dato sonoro, ma all’azione pratica per produrlo.

### Notazione moderna
La scrittura moderna della musica risale all’inizio del XVII secolo. Con l’avvento delle edizioni stampate la forma delle note si semplificò, diventando rotonda. In più si sviluppavano varie indicazioni aggiuntive che hanno reso più dettagliata la scrittura di una composizione, come le indicazioni agogiche, dinamiche e di interpretazione. La tradizione scritta ha soppiantato la tradizione orale proprio raggiungendo un grado di precisione più alto, tanto che la scrittura musicale è diventata il momento della composizione, quando fino al Medioevo la notazione interveniva per fissare per iscritto ciò che precedentemente era già stato concepito e tramandato oralmente. Quindi la notazione della musica è diventata strumento insostituibile per la composizione, l’esecuzione e la conservazione. Per di più è innegabile l’anteriorità storica del rigo musicale rispetto al diagramma cartesiano. Entrambi hanno infatti in comune la disposizione perpendicolare di due informazioni variabili, che nella semiografia musicale sono la diastemazia e il ritmo.

## Il Novecento: nuovi codici e nuovi significati
Il cambiamento sociale e culturale di fine XIX secolo si fece sentire anche nella semiografia della musica. Correnti divergenti ma contemporanee come il positivismo e il decadentismo hanno spinto la notazione verso poli opposti, come la volontà di razionalizzare scientificamente l’aspetto prescrittivo della notazione e la volontà di rendere la scrittura più approssimativa e di significato talvolta ambiguo, per lasciare così un margine decisionale maggiore all’interprete. In aggiunta, fu costante la volontà di cambiamento, più o meno marcata. Semplificando un po’, i criteri secondo i quali è possibile tentare una classificazione delle notazioni del XX secolo sono:
1. il tipo di grafia (che può approfondire la notazione tradizionale o che può essere del tutto nuova);
2. il modo di indicazione del ritmo (come nelle notazioni di Messiaen o in alcune notazioni talvolta usate da Berio);
3. il livello di determinatezza (dall’indeterminatezza delle notazioni approssimative di Bussotti fino all’iperdeterminismo di Webern).

Tra i primi compositori di musica iperdeterminata (inizio XX secolo) figurava Arnold Schönberg, che pensò molto più rigidamente la notazione e di conseguenza l’esecuzione della sua musica. La serialità sarebbe stata prerogativa della Scuola di Darmstadt, che ha trovato compimento nello strutturalismo musicale di Webern, con il quale si è sancita una separazione di ruoli tra compositore ed interprete senza precedenti nella storia della musica, dovuta all’eloquenza della notazione e alla conseguente svalutazione dell’interprete a esecutore. La scrittura indeterminata si concretizzava successivamente (verso gli anni Sessanta), particolarmente nella notazione aleatoria di Cage, in una posizione ideologica opposta rispetto alla scuola tedesca. Nella musica aleatoria c’è più spazio per l’esecutore, che spesso deve prendere autonomamente delle decisioni per completare ciò che manca nella notazione.
Tra le nuove grafie musicali, di notevole interesse didattico, anche se quasi mai usata, è la “riforma razionale” della notazione moderna proposta dal pianista Attilio Brugnoli, che consiste in una laboriosa, ma utilissima rappresentazione dei valori e della variabilità dinamica attraverso delle spesse linee orizzontali al posto delle note rotonde. La lunghezza delle linee rappresenta il valore della nota, mentre lo spessore ne indica l’intensità.
Secondo alcuni studiosi, l’impotenza della semiografia musicale si riscontra nel fatto che spesso non può che «ricordare a chi già sa». Ciò è evidente nella musica in cui l’indeterminatezza è preponderante, come (oltre che nella musica aleatoria) nel barocco e, esulando dalla musica colta, nel jazz. Ma nemmeno la musica iperdeterminata ha potuto sottrarsi a questa caratteristica della notazione musicale. Ne sono una prova emblematica le Variazioni per pianoforte di Webern e l’interpretazione di P. Stadlen (primo pianista cimentatosi nell’impresa): questi non ha potuto far altro che apprendere direttamente dal compositore stesso quale dovesse essere l’esecuzione da lui pensata fin nei più minimi dettagli. Perciò il limite dell’iperdeterminismo notazionale consiste nel fatto che anche nella partitura più scrupolosamente redatta rimane sempre un margine di indeterminatezza, un margine che può non essere chiaro o “transazionale” (John Dewey), cioè funzionale in relazione al lettore, trattandosi invece di ricordare a chi già sa e perdendo quindi in determinatezza.
Dai neumi in campo aperto alle grafie iperdeterminate, la semiografia della musica è diventata sempre più prescrittiva e determinata, perché spesso la scrittura della musica nasce dal timore di dimenticare, rimanendo fondamentalmente un evoluto segno di memoria. Per questo Leonardo ha affermato che «la musica non è da essere chiamata altro che sorella della pittura [...] ma la pittura [...] non muore immediatamente dopo la sua creazione, come fa la sventurata musica».
Il paradosso sta in questi termini: oltre un certo limite, più il compositore vuole rappresentare indubitabilmente la propria idea, più l’esecutore ha bisogno di ricevere dal compositore stesso l’interpretazione corretta, rischiando altrimenti di fraintendere la scrittura o proprio di non comprenderla. Da questo dovrebbe derivare l’ansia novecentesca di notare in partitura ogni minimo dettaglio, fino a scrivere anche ciò che non è concretamente realizzabile, sia a livello fonico che pratico-esecutivo, ma che va notato per timore di dimenticare. È in questo modo che l’eccessiva determinazione segnica indebolisce il contatto tra il segno e il referente reale. Da qui la necessità del compromesso: sussidiare la notazione scritta di una incisione discografica vagliata dal compositore stesso, ma esulando così — ancora una volta — dalla pura tradizione scritta.

## Tavola sommativa delle notazioni musicali
| Tradizione                              | Parametro determinato             | Tipo di notazione |
| --------------------------------------- | --------------------------------- | --- |
| Oralità                                 | Notazione dell’altezza            | Notazione alfabetica: uso dell’alfabeto greco, solo per scopi teorici, non per l’esecuzione                                                              |
| Transizione verso la tradizione scritta | Notazione della qualità dei neumi | Notazione neumatica adiastematica: segni simili alla punteggiatura che aiutano l’esecuzione, che però deve essere imparata oralmente (da metà IX secolo) |
| Transizione verso la tradizione scritta | Notazione dell’altezza            | Notazione neumatica diastematica: rigo musicale (dall’XI secolo)                                                                                         |
| Transizione verso la tradizione scritta | Notazione dell’altezza            | Notazione quadrata: la forma dei neumi si adatta al tetragramma (da inizio XIII secolo e, relittuosamente, fino al XXI secolo per il canto gregoriano)   |
| Transizione verso la tradizione scritta | Notazione del ritmo               | Notazione modale: l’Ars antiqua, i modi ritmici e le ligaturae (da inizio XIII secolo)                                                                   |
| Transizione verso la tradizione scritta | Notazione del ritmo               | Notazione mensurale: l’Ars nova e i segni ritmici (da inizio XIV secolo)                                                                                 |
| Tradizione scritta                      | Notazione più completa            | Notazione moderna (XVII – XXI secolo) |
| Tradizione scritta                      | Notazione più completa            | Notazioni iperdeterminate, a fianco però di notazioni indeterminate (XX secolo, anni Dieci – Ottanta)                                                    |